# 청진시
청진시(淸津市)는 조선민주주의인민공화국 함경북도 동해안에 있는 시이자 함경북도 도청 소재지이기도 하다. 북에서는 평양시, 남포시, 함흥시에 이어 4번째로 인구가 많은 도시이기도 하며, 면적은 1,855 km2이고, 인구는 약 67만 여 명이다.
함경산맥이 뻗어 있으며, 수성천 유역에는 수성평야가 발달하였다. 1908년 개항된 뒤 청진만을 중심으로 항구도시로 발전하였고, 제철소가 조성되어 조선민주주의인민공화국 최대 중공업 도시로 성장하였다. 1945년 8월 13일에 소비에트 연방 해병대가 청진으로 진입하여 청진 상륙 작전을 전개했고, 광복 이후인 8월 17일까지 일본군과 교전을 벌였다. 중화인민공화국과 러시아는 청진시에 영사관을 두고 있다.

## 지리

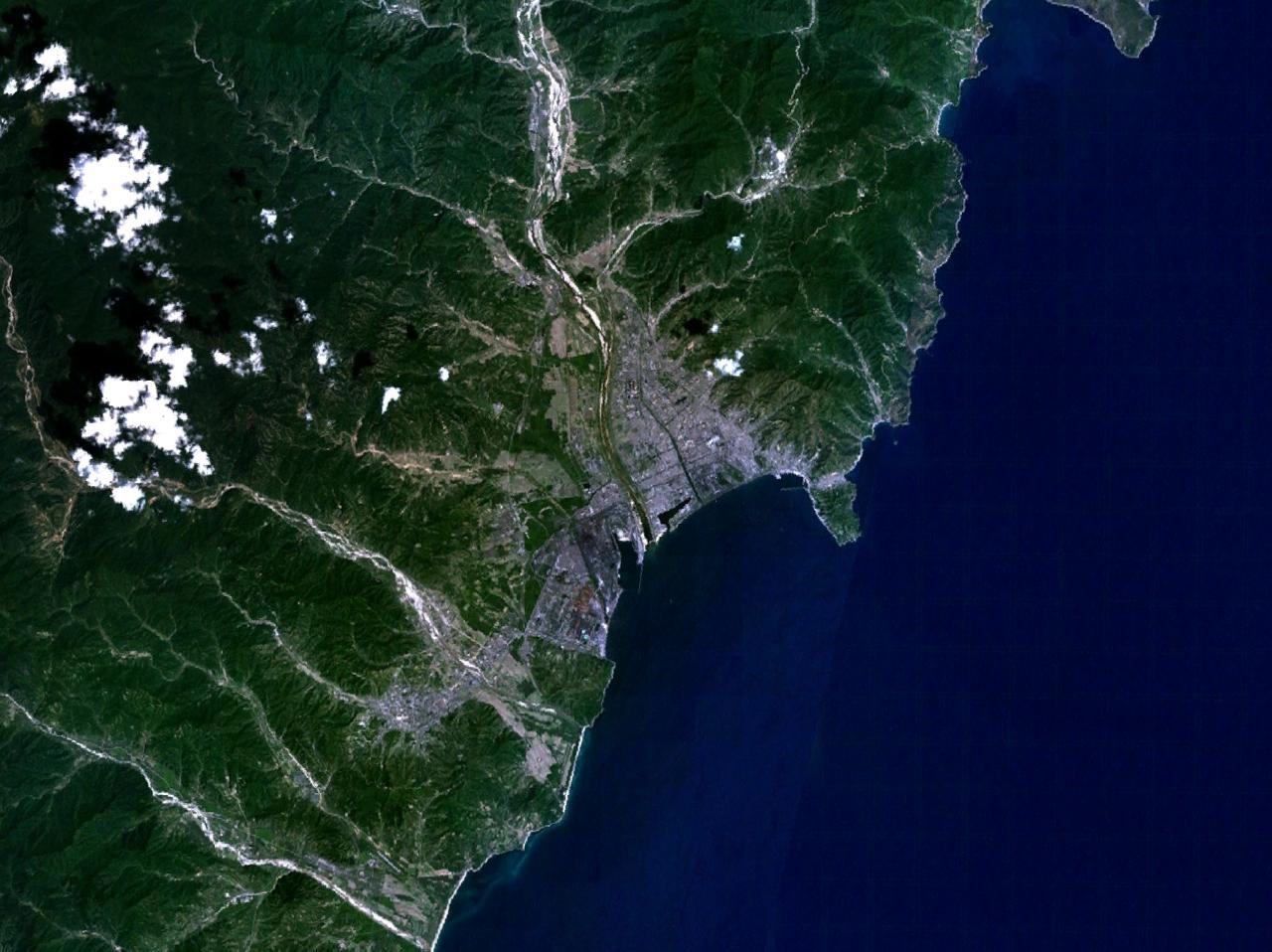
청진시의 위성사진

함경북도 중부에 있는 청진시는 동해에 면해 있으며 경성만의 최북단에 있다. 도시는 청진만을 끼고 발달하였는데, 동쪽은 동해, 서쪽은 부령군과 무산군, 남쪽은 경성군, 북쪽은 회령시와 맞닿아 있다(광복 이전에는 부령군 및 경성군과 접해 있었다). 최고봉은 고성산이다.
평야로는 수성평야가 있으며, 주요 하천은 수성천이다. 청진시는 면적의 대부분을 산지가 차지하고 있다. 시의 동쪽에는 고말산이 있는데, 시가지는 이 산에서 점차 서쪽으로 뻗어나간 것이다.

## 기후
동해의 영향으로 겨울에는 따뜻하고 여름에는 시원하다. 연간 강수량은 613.9mm로, 한반도에서 강수량이 가장 적은 지방에 속한다.
| 청진시의 기후                                   | 청진시의 기후 | 청진시의 기후 | 청진시의 기후 | 청진시의 기후 | 청진시의 기후 | 청진시의 기후 | 청진시의 기후 | 청진시의 기후 | 청진시의 기후 | 청진시의 기후 | 청진시의 기후 | 청진시의 기후 | 청진시의 기후 |
| 월                                              | 1월           | 2월           | 3월           | 4월           | 5월           | 6월           | 7월           | 8월           | 9월           | 10월          | 11월          | 12월          | 연간          |
| ----------------------------------------------- | ------------- | ------------- | ------------- | ------------- | ------------- | ------------- | ------------- | ------------- | ------------- | ------------- | ------------- | ------------- | ------------- |
| 역대 최고 기온 °C (°F)                          | 9.3 (48.7)    | 12.2 (54.0)   | 22.3 (72.1)   | 31.8 (89.2)   | 34.5 (94.1)   | 33.4 (92.1)   | 36.1 (97.0)   | 33.8 (92.8)   | 34.0 (93.2)   | 27.2 (81.0)   | 20.5 (68.9)   | 14.3 (57.7)   | 36.1 (97.0)   |
| 일평균 최고 기온 °C (°F)                        | −0.4 (31.3)   | 1.5 (34.7)    | 6.4 (43.5)    | 12.7 (54.9)   | 17.0 (62.6)   | 20.4 (68.7)   | 24.0 (75.2)   | 25.6 (78.1)   | 22.6 (72.7)   | 16.8 (62.2)   | 8.5 (47.3)    | 1.9 (35.4)    | 13.1 (55.6)   |
| 일일 평균 기온 °C (°F)                          | −4.7 (23.5)   | −3.0 (26.6)   | 1.9 (35.4)    | 7.7 (45.9)    | 12.1 (53.8)   | 16.3 (61.3)   | 20.6 (69.1)   | 22.1 (71.8)   | 18.0 (64.4)   | 11.7 (53.1)   | 3.8 (38.8)    | −2.5 (27.5)   | 8.7 (47.7)    |
| 일평균 최저 기온 °C (°F)                        | −8.8 (16.2)   | −7.2 (19.0)   | −2.2 (28.0)   | 3.4 (38.1)    | 8.4 (47.1)    | 13.4 (56.1)   | 18.0 (64.4)   | 19.1 (66.4)   | 13.6 (56.5)   | 6.6 (43.9)    | −0.5 (31.1)   | −6.5 (20.3)   | 4.8 (40.6)    |
| 역대 최저 기온 °C (°F)                          | −22.2 (−8.0)  | −19.0 (−2.2)  | −16.1 (3.0)   | −6.0 (21.2)   | 0.0 (32.0)    | 5.0 (41.0)    | 8.6 (47.5)    | 9.4 (48.9)    | 2.4 (36.3)    | −6.0 (21.2)   | −15.0 (5.0)   | −20.0 (−4.0)  | −22.2 (−8.0)  |
| 평균 강수량 mm (인치)                           | 12.2 (0.48)   | 7.4 (0.29)    | 15.1 (0.59)   | 29.6 (1.17)   | 64.7 (2.55)   | 73.8 (2.91)   | 126.7 (4.99)  | 126.1 (4.96)  | 79.8 (3.14)   | 34.0 (1.34)   | 29.2 (1.15)   | 15.3 (0.60)   | 613.9 (24.17) |
| 평균 강수일수 (≥ 0.1 mm)                        | 4.0           | 2.6           | 3.1           | 4.2           | 8.4           | 9.8           | 11.6          | 10.5          | 6.3           | 3.5           | 4.0           | 4.4           | 72.4          |
| 평균 강설일수                                   | 8.0           | 4.9           | 3.9           | 0.9           | 0.1           | 0.0           | 0.0           | 0.0           | 0.0           | 0.1           | 3.3           | 7.5           | 28.7          |
| 평균 상대 습도 (%)                              | 61.6          | 61.9          | 62.8          | 65.7          | 75.4          | 83.7          | 87.2          | 84.2          | 75.8          | 67.2          | 63.0          | 59.9          | 70.7          |
| 출처 1: 대한민국 기상청 (평균값, 1991년~2020년) |               |               |               |               |               |               |               |               |               |               |               |               |               |
| 출처 2: Pogoda.ru.net (극값, 1957년~현재)       |               |               |               |               |               |               |               |               |               |               |               |               |               |

## 역사

청진부 휘장

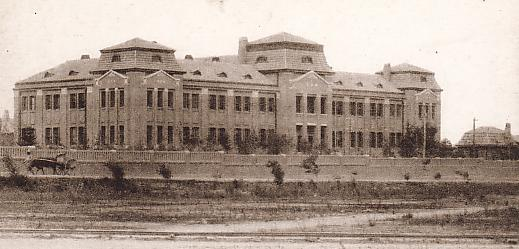
청진에 있었던, 일제시대의 함경북도청

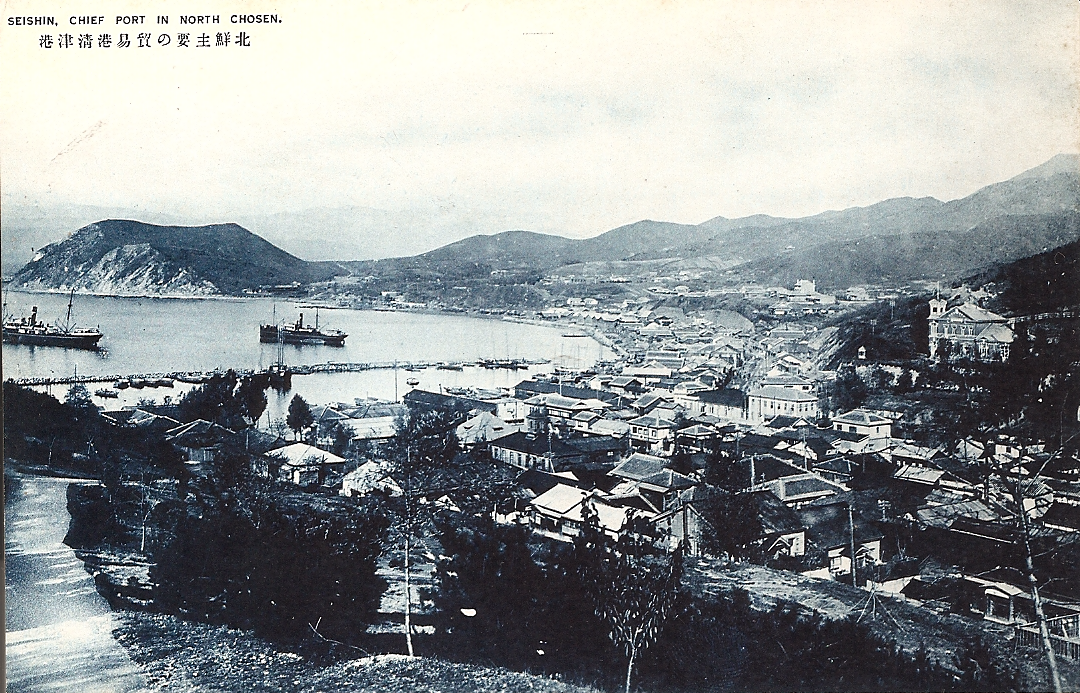
1930년대 청진항

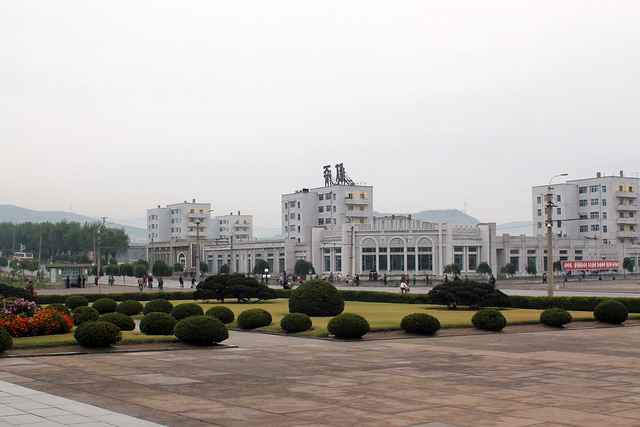
2011년의 시가지 모습

고대에는 고구려, 발해의 영토였다. 발해가 멸망한 뒤에는 금나라나 원나라의 지배하에 들어갔다. 고려말에 경성부(鏡城府)로 편입되었다.
청진시 지역은 원래 부령군의 한적한 어촌이었으나, 러일 전쟁 당시 일본 육군이 인근의 경성군 나남(羅南)에 주둔하였다. 이후 나남은 관동군과 조선 주둔군 19사단이 주둔하여, 서울의 용산과 더불어 조선 내 일본 육군 무력의 핵심 거점이 되었다. 중국 동북부와 한국의 자원을 수송할 해상로를 찾던 일본에 의해 1908년 개항되어 도시 개발이 시작되었다. 일제(日帝)의 정책에 의해 일본과 만주를 잇는 중계점으로서 도시가 급성장하여 1910년 부령군에서 청진부(淸津府)로 승격되고, 1914년 개항장 지역만 청진부로 남고 그 외 지역을 부령군으로 분리하였다. 1928년 만주와 연결되는 함경선 철도가 개통되어 관북 지방을 대표하는 신도시가 되었고, 1943년에 경성군 나남읍, 용성면(수성·수남·용암·봉암 등)의 전부와 부령군 청암면 일부를 편입하였다. 당시 나남읍에 함경북도의 도청이 있었기 때문에 이를 편입함으로써 청진부는 도청 소재지가 되었다.
1945년 광복 뒤 남북이 분단 뒤에 청진부를 청진시로 개편하면서, 부의 일부 지역을 분리해 라남시(羅南市)를 신설하였다. 1960년 10월 부령군과 라남시를 흡수하고, 1963년에 함경북도로부터 독립해 직할시로 승격되었다. 1970년에 일반시로 환원되었다. 1977년 11월에 무산군과 경성군을 흡수해 다시 직할시가 되었다가, 1985년 7월에 다시 일반시가 되어 경성군, 무산군, 부령군을 함경북도로 이관하였다.

## 행정 구역
현재 청진시는 7구역, 93동 14리로 구성되어 있다. 구역의 명칭은 다음과 같다.
- 라남구역(羅南區域)
- 부윤구역(富潤區域)
- 송평구역(松坪區域)
- 수남구역(水南區域)
- 신암구역(新岩區域)
- 청암구역(靑岩區域)
- 포항구역(浦港區域)

## 산업
청진시는 항만 공업 도시로, 김책제철련합기업소를 필두로 철강업과 금속공업이 발달했다. 그 외에 청진제강소, 제2금속건설련합기업소 등 제철, 제강으로 유명한 도시이다. 조선에서는 청진을 일명 "북방의 대야금기지"라고 명명한다. 김책제철연합기업소는 북한에서 철생산량에서 단연 1위를 차지하고 있다. 그 외 라남제약공장, 5월10일기계공장, 부윤99호군수품공장 등의 공업시설이 있다. 그러나 이러한 공업화로 인해 대기오염 및 수질오염은 청진시의 심각한 문제이며, 또한 1990년대 이래의 경제난 때문에 공장의 조업이 중지되는 경우가 많다.
청진시는 바다에 접한 지역이기 때문에 수산업도 발달했다. 농업의 경우, 수성천(輸城川) 유역에서는 쌀도 생산되지만 대부분 채소 등의 밭농사가 이루어진다.
근년에는 장마당이라고 하는 일종의 암시장의 규모가 점차 확대되어, 일종의 시장경제화가 진행 중이다.

## 교육
청진의 주요한 교육 시설로는 다음이 있다.
- 중앙급대학(국립대학) : 청진광산금속대학, 오중흡대학(청진제1사범대학)
- 도급(道級)대학 : 함북대학, 청진의학대학, 청진교원대학
- 단과대학, 전문학교 : 청진경공업단과대학, 청진자동화단과대학, 청진금속단과대학, 라남설계전문학교, 청진농업대학 등
- 영재 및 특수목적학교 : 청진제1고등중학교, 청진외국어학원, 청진예술학원
- 기타 교육시설 : 청진시학생소년궁전 - 방과후 예능영재 활동 및 양성을 목적으로 한다.

## 문화
청진포 뱃노래로 유명하다.

## 교통
평라선(옛 함경선)과 함북선이 지나며 청진청년역을 비롯해 수남역, 송평역, 청암역 등의 역시설이 있다. 시내에는 트롤리버스 및 1999년 개통된 노면전차인 청진 궤도전차와 일반 시내버스가 운행된다.
경성군을 지나서있는 어랑군에는 어랑공항이라고도 하는 청진공항이 있는데, 이 공항은 현재 조선인민군의 통제하에 있다. 대체로 군사 목적으로 쓰이나, 주 1회 평양 및 함흥으로 가는 고려항공의 민간항공기도 드나든다.

### 청진항
하역능력 800만톤, 수심 12m로, 20,000톤급의 선박이 입항할 수 있는 항구로, 서해안의 남포항에 필적하는 항구이다. 그러나 1990년대 이래의 경제난으로 설비의 3/4가 휴업 상태이다. 경비정 및 공작선이 정박하는 군항이기 때문에, 항만 주위의 경비는 삼엄하다.

## 출신 유명인
- 영화감독 신상옥
- 건축가 김수근
- 축구인 한창화
- 시인 김순석
- 음악인 리설주
- 영화인 김지영
- 정치인 장성택
- 언론인 (탈북자) 주성하
- 군인 리을설
- 종교인 (전향자) 김신조

## 같이 보기
- 고말반도
- 청진시 해방작전
- 주청진 중국 총영사관

## 참고 자료
- 이이화, 《한국사이야기22. 빼앗긴 들에 부는 근대화바람》(한길사, 2004) 27쪽.
- Dormels, Rainer. North Korea's Cities: Industrial facilities, internal structures and typification. Jimoondang, 2014. ISBN 978-89-6297-167-5